# Bioko
Bioko (bubi: Otche, španjolski : Fernando Poo) je otok u Gvinejskom zaljevu. Ranije se zvao Fernando Po, a od 1973. do 1979. Masias Nguema Bjogo (po diktatoru Franciscu Macíasu Nguemi).
Stanovnici otoka većinom (58%) pripadaju Bantu narodu Bubi. Godine 2005. broj stanovnika je procijenjen na 130.000. To je oko 25% stanovništva zemlje.
Politički Bioko pripada državi Ekvatorijalnoj Gvineji iako se nalazi ispred obale Kameruna. Grad Malabo na sjevernoj obali je upravno središte otoka i glavni grad države Ekvatorijalna Gvineja. Otok je upravno podijeljen na 2 pokrajine: Sjeverni Bioko i Južni Bioko.

## Zemljopis
Bioko ima površinu od 2017 km². Prostire se dužinom od oko 70 kilometara u pravcu jugozapad-sjeveroistok, a širok je oko 32 kilometra. Udaljen je oko 40 kilometara od obale Kameruna. Grad Malabo je udaljen oko 290 kilometara od najvećeg grada u kopnenom dijelu zemlje, Bate. Do kraja posljednjeg ledenog doba otok je bio povezan s kopnom. Podizanjem razine mora, Bioko je posljednjih 10.000 godina odvojen od afričkog kopna. Dvije vulkanske planine dijele otok na sjeverni i južni dio, koji odgovaraju provincijama Sjeverni i Južni Bioko. Najviši vrh je Pico Basile s 3012 metara.

## Povijest
Otok je bio naseljen u sredini prvog tisućljeća prije Krista Bantu plemenima s kopna koja su formirala etničku skupinu Bubi. Za razliku od drugih otoka u tom području, Bioko je imao autohtonu afričku populaciju. Još uvijek različita etnička skupina na otoku danas, ovaj autohtoni narod, Bubi, govore Bantu jezik. Otok je vjerojatno bio naseljen ovim ili drugim Bantu govorećim skupinama prije 7. stoljeća prije Krista.
Godine 1472., portugalski pomorac Fernão do Po bio prvi Europljanin koji je posjetio otok. Nazvao ga je Formosa Flora ('Lijepi Cvijet'), ali je godine 1494. preimenovan u njegovu čast kao (Fernando Po). Portugalci su razvili otok za usjeve šećerne trske, a iako je smatrana loše kvalitete, proizvodnja u rafineriji je bila takva da je Fernando Po šećer kratko vremena dominirao trgovačkim središtima u Europi.
Godine 1642. Nizozemska Istočnoindijska kompanija osnovala je trgovinske baze na otoku bez portugalskog odobrenja, privremeno centralizira od tamo svoju trgovinu robljem u Gvinejskom zaljevu. Portugalci su se ponovno pojavili na otoku godine 1648. zamijenivši nizozemsku tvrtku s jednom od svojih, također posvećenoj trgovinom robljem i osnovanom na susjednom otoku Corisco.
Paralelno s ovom osnivanjem Bubi klanovi su započeli spor proces uspostave jezgre novog kraljevstva na otoku, pogotovo nakon aktivnosti nekih lokalnih poglavica poput Molamboa (cca. 1700. – 1760.). Tijekom razdoblja kada je porobljavanje povećano u regiji, lokalni klanovi napustili su svoja priobalna naselja i smjestili se u sigurnije zaleđe.
Na temelju Ugovora iz El Parda godine 1778. Portugal je ustupio Španjolskoj Fernando Po, Dobru godinu i Gvinejsku obalu, Rio Muni, zajedno tvoreći modernu Ekvatorijalnu Gvineju. Ugovor su potpisali kraljica Marija I. od Portugala i kralja Karlo III. od Španjolske, u zamjenu za teritorij na američkom kontinentu. Španjolska je zatim povela ekspediciju na Fernando Po, na čelu s Condeom de Argelejosom, koja je ostala četiri mjeseca. U listopadu 1778. Španjolska je uvela guvernera na otok koji je ostao do 1780., kada je španjolska misija napustila otok.
Poglavicu Molamboa je naslijedio drugi lokalni vođa Lorite (1760. – 1810.), kojeg je naslijedio Lopoa (1810. – 1842.). Nakon ukidanja trgovinu robljem, 1827. – 1843. Britanija je iznajmila bazu u Port Clarence (moderni Malabo) i San Carlos za njihove proturopske ophodnje. Naselje u Port Clarenceu (nazvanom po vojvodi od Clarencea) izgrađeno je pod nadzorom Williama Fitzwilliama Owena, koji je ranije kartografirao većinu obale Afrike i bio gorljivi protivnik ropstva. Tijekom trogodišnjeg zapovjedništva, njegove snage su zarobile i privele 20 brodova i oslobodile 2.500 robova. Sud Mješovitog odbora je premješten iz Freetowna u Clarence kako bi ubrzao pravni postupak.
U razdoblju 1923. – 1930. Liga naroda istraživala je prijevoz migranata rada između Liberije i španjolske kolonije Fernando Po. Iako je liga svoju pozornost usredotočila na Liberiju, pažljiviji pregled otkrio je zlostavljanja na radu kao posljedicu radnih uvjeta na Fernandu Po. U posljednjoj četvrtini 19. stoljeća, crni plantažeri na otoku prebacili su se s trgovine palminim uljem na uzgoj kakaa. Njihova ovisnost o stranim radnicima i povećanje konkurencije s Europljanima rezultiralo je gospodarskom krizom u prvim godinama dvadesetog stoljeća.
Tijekom Nigerijskog građanskog rata u 20. stoljeću, humanitarne agencije su koristile otok kao bazu za letove u Biafru.

## Današnjica
Malabo je glavni grad Ekvatorijalne Gvineje i najveći grad na otoku. Otok je uglavnom pokriven tropskom kišnom šumom.
Smješten na Punta Europa, zapadno od Malaba, plinsko postrojenje Alba obrađuje prirodni plin isporučen iz bušotina s otvorenog mora. Postrojenjem upravlja Marathon Oil Company kroz svoje podružnice, Marathon Equatorial Guinea Production Limited(MEGPL). Postrojenje proizvodi ukapljeni prirodni plin (LNG), uključujući propan, butan, i kondenzirane proizvode. Većina ostataka plina iz Alba postrojenja dostavlja se postrojenju za ukapljenje prirodnog plina kojim upravlja EG LNG. Dio ostatka iz Alba postrojenja također se isporučuje Atlantic Methanol Production Company (AMPCO) i koristi se za proizvodnju metanola. Proizvodi iz sva tri postrojenja se utovaraju na prekooceanske tankere za izvoz.
Pravokutne prometnice povezuju četiri glavna grada, Malabo, Luba, Baney i Riaba.